# Shigeyoshi Inoue

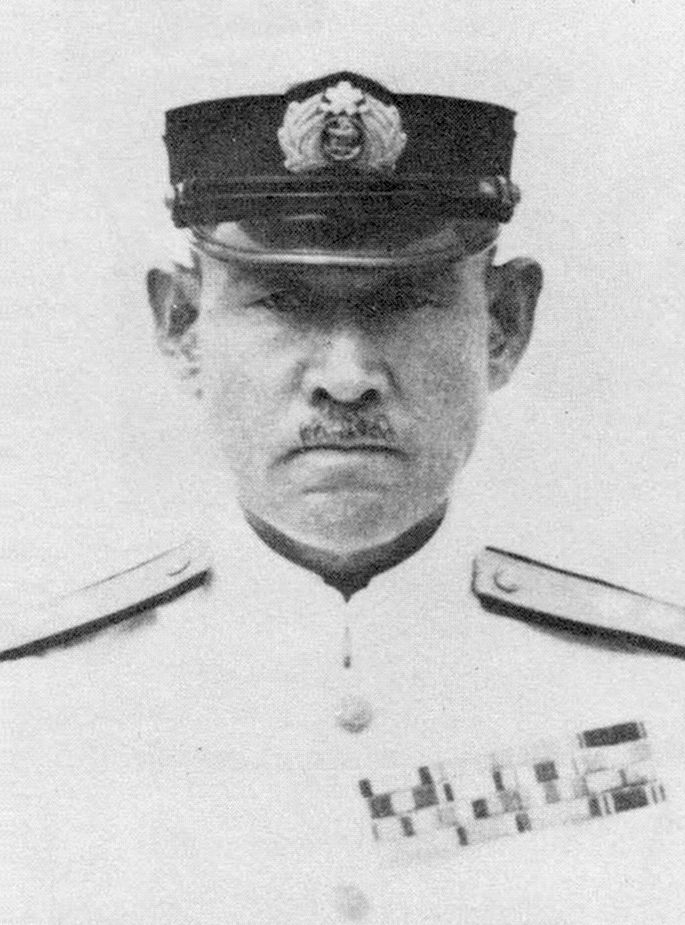
Shigeyoshi Inoue

Shigeyoshi Inoue, född 1889, död 1975, japansk amiral under andra världskriget. Han var befälhavare över den japanska fjärde flottan och senare vice marinminister. Efter kriget blev Inoue engelska- och musiklärare för japanska barn i hans hem i staden Yokosuka. Inoue är begravd på Tama Reien-kyrkogården i Fuchū, Tokyo, Japan.